# Педро Фернандес дель Кампо-і-Ангуло
Педро Фернандес дель Кампо-і-Ангуло, маркіз Мехорада (ісп. Pedro Fernández del Campo y Angulo, Marqués de Mejorada) — іспанський державний діяч, секретар Універсального бюро (посада, аналогічна до посади голови уряду) Іспанії за часів правління короля Філіпа V.